# Anatella dampfi
Anatella dampfi är en tvåvingeart som beskrevs av Landrock 1924. Anatella dampfi ingår i släktet Anatella och familjen svampmyggor.
Artens utbredningsområde är Estland. Arten är reproducerande i Sverige. Inga underarter finns listade i Catalogue of Life.